# Emmanuel Proust éditions
Emmanuel Proust Éditions est une maison d'édition française de bande dessinée tout public créée en 2002 par Emmanuel Proust. Rachetée par Paquet en 2014, elle en devient un label qui publie des ouvrages jusqu'en 2018.

## Historique
Éditeur aux Éditions du Masque et chez Hors collection, Emmanuel Proust lance sa propre maison d'édition en septembre 2002 au sein de groupe La Martinière, qui détient 65 % des parts,. Emmanuel Proust Éditions, qui vise un public large, se structure autour de plusieurs collections au thème clairement identifié. Elle reprend l'adaptation en bande dessinée d'Agatha Christie initiée par le Masque dans les années 1990 (24 albums de 2002 à 2014), et lance quelques séries de genre bien reçues comme Sir Arthur Benton ou Amerikkka.
En 2008, Proust rachète les parts d'EP Éditions détenues par le groupe La Martinière via la SARL Heupé, dont il est l'actionnaire majoritaire en association avec le groupe MK2,. Alors qu'elle a poursuivi son développement, la société commence à connaître des difficultés ; MK2 s'en retire en février 2013. Placée en redressement judiciaire en juin 2013, Emmanuel Proust Éditions est rachetée en mars 2014 par le Suisse Pierre Paquet, qui l'intègre à son groupe éditorial sous le nom « EP », laissant la direction à Emmanuel Proust. Les derniers albums portant « EP » en couverture paraissent en 2018.